# Bildungswerk des Deutschen Bundeswehrverbandes
Das Bildungswerk des Deutschen BundeswehrVerbandes (BdW) ging 2020 aus der Fusion der 1988 in Bonn gegründeten Karl-Theodor-Molinari-Stiftung (KTMS) mit dem Manfred-Grodzki-Institut (MGI) für angewandte Innere Führung hervor. Es verfügt über ein Referentennetzwerk, das seine Seminar- und Schulungsleiter mit ihren wissenschaftlichen und militärischen Qualifikationen ergänzen. Die Tochter des DBwV ist ein gemeinnütziger eingetragener Verein. Das Bildungswerk ist anerkannter Bildungsträger bei der Bundeszentrale für politische Bildung (BpB). 2019 wurde die Bildungsarbeit der KTMS durch die Bundesministerin der Verteidigung Ursula von der Leyen mit dem Preis „Bundeswehr und Gesellschaft“ gewürdigt.

## Ziele
Das Bildungswerk bietet vornehmlich Erwachsenenbildung, u. a. in Form von Seminaren, Symposien, Kolloquien und Tagungen an. Online-Seminare ergänzen das Bildungsangebot. Darüber hinaus fördert es wissenschaftliche Arbeiten und Grundlagenforschung in den Schwerpunkten der Satzung (Innen-, Außen- und Sozialpolitik in Bezug auf Streitkräfte und Europa, staatspolitische Analyse und aktuelles politisches Geschehen in Deutschland, Europa und der Welt).

## Politische Bildung
Die Stiftung ermöglicht den Teilnehmern, ihre staatsbürgerlichen Kenntnisse zu erweitern. Zudem sollen die Veranstaltungen der KTMS helfen, Einstellungen zu aktuellen Fragen der Politik zu finden, zu reflektieren und begründet zum Ausdruck zu bringen. Das Bildungswerk will somit direkt die Bereitschaft zum bürgerschaftlichen Engagement auf demokratischer Grundlage und  die Argumentations- und Handlungskompetenz schulen.

## Programm
Die Bildungsangebote richten sich in erster Linie an aktive und ehemalige Soldaten sowie zivile Beschäftigte der Bundeswehr. Grundsätzlich kann jeder interessierte Bürger das Angebot wahrnehmen.
Sie umfassen individuell ausgeplante Seminare zur politischen Bildung für Einheiten und Verbände der Bundeswehr,
Schulungen zum Beteiligungsrecht, Alterssicherungsseminare für ausscheidende Berufssoldaten sowie
öffentliche Seminare und Veranstaltungen zur politischen Bildung mit sicherheitspolitischen Themenschwerpunkten.

## Wolf-Graf-von-Baudissin-Medaille
Die Karl-Theodor-Molinari-Stiftung vergab ab 2002 die Wolf-Graf-von-Baudissin-Medaille an Personen und Institutionen, die sich um die Innere Führung verdient gemacht haben.
- 2002: Institut für Friedensforschung und Sicherheitspolitik an der Universität Hamburg
- 2006: Zentrum Innere Führung
- 2009: Führungsakademie der Bundeswehr
- 2013: Reiner Pommerin

## Veröffentlichungen
Wesentliche Entwicklungen aus den Bereichen Sicherheitspolitik und Streitkräfte, beispielsweise Ergebnisse wissenschaftlicher Veranstaltungen oder auch grundlegende Forschungsbeiträge, veröffentlicht das Bildungswerk in seiner Buchreihe „Forum Innere Führung“ (Nomos Verlagsgesellschaft) oder in der Reihe „Forschung aktuell“ (Eigendruck). Einen Schwerpunkt bildet hierbei die Weiterentwicklung der Konzeption „Innere Führung“ in der Bundeswehr und der Beispielwirkung dieses Führungskonzeptes (Führungsphilosophie, Corporate Identity) im europäischen Rahmen. Mit Druckkostenzuschüssen bei Prädikatsexamen (Themenfeldern der Satzung) fördert die Molinari-Stiftung junge Nachwuchswissenschaftler und trägt somit direkt zur Publikation neuester Forschungsergebnisse bei.